# Gouvernement Schabwa
Schabwa (arabisch شبوة, DMG Šabwa) ist eines der 22 Gouvernements des Jemen. Es liegt in der Mitte des Landes und hat einen Zugang zum Meer.
Schabwa hat eine Fläche von 47.728 km² und rund 671.000 Einwohner. Das ergibt eine Bevölkerungsdichte von 14 Einwohnern pro km².